# 658
سنة 658 م كانت سنة بسيطة تبدأ يوم الإثنين (الرابط يظهر نموذج التقويم الكامل للسنة) من التقويم اليولياني. بدأت تسمية السنة ب658منذ العصور الوسطى المبكرة، عندما أصبح تقويم أنو دوميني هو الأسلوب السائد في أوروبا لتسمية السنوات.

## مواليد
- الفرزدق - شاعر عراقي، ولد في البصرة.

## وفيات
- حرقوص بن زهير السعدي
- سامو
- شهربانو
- عبد الله بن وهب الراسبي
- محمد بن أبي بكر